# 沖縄市立コザ小学校
沖縄市立コザ小学校（おきなわしりつコザしょうがっこう）は、沖縄県沖縄市中央四丁目にある公立小学校。沖縄市立コザ幼稚園を併設している。
沖縄復帰後、公共機関の多くはアメリカ統治の名残である「コザ」から改称したが、当校は沖縄県立コザ高等学校、沖縄市立コザ中学校と共に「コザ」を名乗り続けている（コザの由来についてはコザ市を参照）。

## 沿革
- 1945年（昭和20年）7月12日 - コザ第二小学校と命名、開校。
- 1945年（昭和20年）10月19日 - 室川初等学校と改称。
- 1946年（昭和21年）4月1日 - 天幕校舎が20教室分完工。机・椅子は備え付けられていた。
- 1948年（昭和23年）4月1日 - 室川小学校と改称。
- 1949年（昭和24年）7月23日 - フェイ台風で校舎全壊。
- 1951年（昭和26年）4月1日 - 幼稚園を併設。
- 1953年（昭和28年）3月30日 - 越来村教育区立胡差小学校と改称。
- 1955年（昭和30年）12月 - 校歌制定。
- 1956年（昭和31年）6月13日 - 村名改称により、コザ村教育区立胡差小学校と改称。
- 1956年（昭和31年）7月1日 - コザ市教育区立胡差小学校と改称。
- 1957年（昭和32年）1月31日 - コザ市教育区立コザ小学校と改称。
- 1972年（昭和47年） - 沖縄復帰により、コザ市立コザ小学校と改称。
- 1974年（昭和49年）4月1日 - 市村合併により、沖縄市立コザ小学校と改称。

## 周辺
- 中央パークアベニュー
- 沖縄市民会館（小学校からは裏側）

## アクセス
- 胡屋バス停（胡屋十字路）から北へ500 m。中央パークアベニューを途中で右折。
  - 22系統／23系統／27系統／31系統／77系統／80系統／90系統／110系統／112系統／113系統／123系統／223系統／227系統／280系統／290系統